# Mandevilla aridana
Mandevilla aridana är en oleanderväxtart som beskrevs av J.F.Morales. Mandevilla aridana ingår i släktet Mandevilla och familjen oleanderväxter. Inga underarter finns listade i Catalogue of Life.